# Dalmatinski pršut
Pršut je gastronomski specijalitet nastao sušenjem na dimu i buri mesa stražnjih (ponekad i prednjih) nogu svinje. Zbog svog specifičnog okusa i neobičnog načina dobivanja smatra se jednim od najoriginalnijih proizvoda hrvatske kuhinje, a samim time je postao nezaobilazan dio turističke, ugostiteljske, pa i privatne ponude ne samo Dalmacije već i ostatka Hrvatske. Po okusu i načinu izrade sličan je istarskom pršutu, te nekim šunkama u sjeverozapadnom dijelu Hrvatske.

## Odabir svinje za dalmatinski pršut
Prilikom odabira svinje za uzgoj ili kupnje iste, a u svrhu dobivanja pršuta, treba voditi računa o različitim mesnim karakteristikama pojedinih pasmina jer su različite po omjeru masnog i mišićnog tkiva. Smatra se da treba izabrati svinju križanaca svinje pasmine Yorkshire i Landras, težine od 120-180 kg jer ta svinja daje najbolji omjer.

## Vrijeme kolinja
Vrijeme kolinja ovisi o području na kojem se vrši pa tako može biti od sredine studenog (Dalmatinska zagora) pa do siječnja ili veljače u narednoj godini dok se ne zadovolje određeni uvjeti jer treba čekati buru za kolinje i temperaturu do 10 °C zbog mogućnosti pojave muha i njihove sposobnosti da unište meso postavljanjem larvi.

## Mesna kategorija
Pršut je dio stražnje noge svinje od vrha bedrene kosti do početka gornjeg zgloba koljenice. Ovaj dio mesa spada u prvu kategoriju kvalitete mesnih dijelova svinje.
"Pršut" dobiven od prednje noge svinje zove se plećka ili špaleta u nekim dijelovima Dalmacije, ali to je meso druge kategorije, što automatski rezultira i slabijom kvalitetom pršuta koji se dobije. 
Po rasijecanju mesa sa svinja treba odstraniti koljenicu od ostatka noge jer ona nije dio pršuta te nogu od trupa odvojiti na gornjem kraju bedrene kosti u samome zglobu zajedno s pripadajućim mesom u ravnini trupa. Prilikom odvajanja pršuta od trupa svinje valja pripaziti da su rezovi što pravilniji jer se u nepravilno odrezanom mesu može javiti kvarenje.

## Priprema pršuta za sušenje
Meso pršuta treba očistiti, oprati i soliti u čistoj prostoriji, samo meso se soli na temperaturi do 10 °C i tako stoji 7-8 dana te se po potrebi dosoljava i ostavi se stajati još 10-ak dana za kojih se meso stavlja pod pritisak tj. tijeskanje da se iz njega ocijedi višak vode koju sol privlači na površini, te zaostala krv. Pri reguliranju težine za pritisak kod tiješnjenja valja pripaziti da ne puknu kosti unutar mesa jer će zbog toga nakon nekog vremena meso propasti.
Prije stavljanja na sušenje meso treba zaštititi od kukaca tako da se pršut premaže mješavinom oštrog brašna, masti i papra, mljevene ljute paprike i luga (samo onog nastalog sagorijevanjem kvalitetnog drveta) ili lojem od svinje.

## Proces sušenja
Nakon soljenja i zaštite pršuti se oko 70 dana lagano dime uz protok svježeg zraka (što hladnija temperatura prostorije) i izvor dima. Proizvodnja dima je najčešće od sagorijevanja drvene mase kvalitetnog drveta pri čemu se dobiva specifična boja i aroma pršuta.
Sušenje treba trajati barem 12 mjeseci, a smatra se da najbolju kvalitetu pokazuju pršuti sušeni oko dvije godine.

### Utjecaj bure na sušenje pršuta
Bura ima specifičan utjecaj na sušenje pršuta te je u početnoj fazi sušenja ključna jer tada pršuti imaju najveću količinu vlažnosti u sebi, a bura ih isušuje na prirodan a neagresivan način.
Za dobar pršut, osim bure, potrebno je i jugo jer na suhom zraku kora se presuši i puca, a sredina ostaje premekana, a bura kad puše u zraku je vlažnost minimalna. 

## Zanimljivosti
Pršut treba rezati isključivo nožem (a ne strojem za rezanje) kako bi mu se sačuvao okus. Idealno narezani pršut debeo je između 1 i 1,5 mm, trebao bi biti odrezan što dulji komad. Pršut se obično servira uz neku od tvrdih vrsta sireva, a posebno je cijenjen domaćin koji uz pršut servira paški ili livanjski sir.
U Dalmaciji je kao delicija neizbježno serviran na gotovo svim svadbama te kulturnim i društvenim događanjima kao dio predjela ili švedskog stola. 
Postoji više "podvrsta" dalmatinskog pršuta a sve ovisno od kraja iz kojeg dolazi i to:
- drniški pršut (smatra se jednim najkvalitetnijim)
- hercegovački pršut
- sinjski pršut

s time da se tijekom godina zbog povećane potražnje i porasta proizvodnje pršuta određeni proizvođači istakli iznimnom kvalitetom i zbog toga na proizvedene pršute zasluženo stavljaju znak Izvorno hrvatsko te je uz sireve najzastupljeniji prehrambeni proizvod koji je dobio čast da nosi znak Izvorno hrvatsko. 
Proizvođači čiji pršuti nose znak Izvorno hrvatsko:
- Voštane dalmatinski pršut proizvodi Pršut Voštane d.o.o., Trilj,
- Dalmatinski pršut Mataš – proizvodi Mataš M.N. d.o.o., Jasenice,
- Dalmatinski pršut - Premium proizvodi Mijukić Prom, Runovići,
- Studenački pršut proizvodi Gradina, Studenci,
- Vrgorački pršut proizvodi Mesna industrija Braća Pivac d.o.o., Vrgorac,
- Dalmatinski pršut proizvodi MEL (Mesnice Lovrić), Hrvace

Na području Hrvatske proizvodnja pršuta osim u Dalmaciji poznata je i u Istri (istarski pršut).
U svjetskim razmjerima proizvodnja pršuta je najviše zastupljena u Italiji.

## Također pogledati
- Izvorno hrvatsko

## Vanjske poveznice
Mrežna mjesta
- OZP DALMATINSKI PRŠUT – Specifikacija, Udruga dalmatinski pršut